# Илам (остан)
Вижте пояснителната страница за други значения на Илам.
Илам (на персийски: ایلام) е един от 31 остана на Иран. Разположен е в западен Иран, включен е в административния Регион 4. Заема площ около 20 000 km²  и е с население близо 580 000 души. Административен център е град Илам.

## История
В древността територията на днешния остан Илам е част от Еламитското царство. В течение на вековете тя се заселва от мидийци, персийци и други ирански племена, завладява се от Ахеменидите и се включва в тяхната Персийска империя. Земите стават известни като Лурестан (Лорестан), когато тук трайно се настаняват лурите. Арабското нахлуване през 7-и век в Персия засяга и Лурестан. В началото на 9-и век, след многобройни бунтове срещу арабите, вождовете на местни лурски племена възстановяват своя контрол над земите си. През 10-и век историческият регион Лурестан се състои от две части: Лур-е Кучек (Малък Лурестан) и Лур-е Бозорг (Голям Лурестан). Лур-е Кучек се е намирал на териториите на съвременните остани Лурестан и Илам. От 12-и до първата третина на 20-и век тази територия се управлява от лурски династии, като степента на тяхната независимост от централната власт се определя от ситуацията в цялата Персия. Автономността се губи, когато на власт идва Реза Шах Пахлави и налага напълно централизирано управление, ликвидирайки лурските вождове.
До средата на 30-те години на 20-и век територията на Илам е част на провинцията Лурестан и се нарича Пощкух. Областта получава названието Илам през 1936 г. след като централното правителство в Техеран успява да преодолее въоръжената съпротива на лурите и установи своя контрол. Административен статут на остан получава през 1974 г.

## География
Остан Илам граничи на запад с Ирак и с останите Керманшах на север, Лурестан на изток и Хузестан на юг.
Югозападната част на остана е равнинна. Северните и източните райони са заети от простиращата се от северозапад на югоизток планинска верига Загрос. Най-високата планина е Банкух (3304 m), другите големи планини са Кабиркух (2 790 m), Динаркух (1 955 m). В планините вземат начало много реки: течащите на изток са притоци на една от най-големите в Иран реки, Сеймаре; течащите на запад се вливат в непресъхващите Конджам-чам, Гави, Мейме, които продължават на територията на Ирак.
Климатът на остана се определя от разнообразния му релеф. Северните и североизточните планински райони имат сравнително студен климат с дълги зими и минимални температури стигащи до -15°С. Годишното количество на валежите тук е над 500 mm. Югозападните равнини на остана са с топъл климат. Максималната лятна температура в тези райони достига 45°С, дневната температура през зимата е над 5°С, валежите са около 200 mm годишно. Централните райони са с умерен климат.
На територията на остана има пасища, които могат да се използват целогодишно. Планините са покрити с гори от планински ясен, бадем, диви плодни дървета и др. Те са хабитат на кафяви мечки, леопарди, диви прасета, елени, лисици, козирог, вълци, зайци.

## Административно деление
Всеки остан в Иран се дели на шахрестани, които се състоят от бахши, те на свой ред съдържат най-малките административни единици – дехестани. След последните промени през 2020 г. остан Илам има 12 шахрестана. Данните за населението на шахрестаните са от националното преброяване през 2016 г.
| Карта на остан | Шахрестан | Население | Административен център |
| -------------- | --------- | --------- | ---------------------- |
|                |           |           |                        |
| Абданан        | 47 851    | Абданан   |                        |
| Илам           | 224 590   | Илам      |                        |
| Ейван          | 49 491    | Ейван     |                        |
| Бадре          | 15 614    | Бадре     |                        |
| Чардавол       | 42 105    | Сарабле   |                        |
| Дарешахр       | 43 708    | Дарешахр  |                        |
| Дехлоран       | 65 630    | Дехлоран  |                        |
| Сирван         | 14 404    | Лумар     |                        |
| Малекшахи      | 21 138    | Аракваз   |                        |
| Мехран         | 29 797    | Мехран    |                        |
| Холейлан       | 15 276    | Тоухид    |                        |
| Чавар          | 10 554    | Чавар     |                        |

## Население
Илам е един от най-слабо населените остани на Иран. Съгласно националното преброяване през 2016 г. населението му е 580 158 души, от тях близо 68% живеят в градовете. Около 85% от населението е грамотно (възрастова група над 6 г.).
В етническо отношение населението на Илам е разнообразно. Тук живеят големи групи лури и кюрди, етническите малцинства са персийци, азери и араби. Основната религия е шиитски ислям, има и незначителен брой последователи на зороастризма.

## Икономика
Илам е един от най-слабо развитите в икономическо отношение остани на Иран. През 2014 г. БВП на остана е само 0.76% от този на страната. Основният поминък на населението е свързан с традиционните форми на земеделие и животновъдство. Получаваните от тези дейности материали (кожа, вълна) се използват за изделията на занаятчийството. Илам има богати запаси от нефт и газ, което предполага неговото промишлено развитие. Природните условия и историческите забележителности се използват за създаване на туристическия бранш.

## Образование
Остан Илам разполага с 19 научни и образователни организации. Освен филиалите на Свободен ислямски университет тук има Университет на Илам и Медицински университет на Илам.

## Забележителности
На територията на остан Илам има древни исторически обекти, архитектурни паметници, природни забележителности:
- Гробище Ченар от първото хилядолетие пр.н.е;
- Мостове от епохата на Сасанидите;
- Асирийски скален релеф и клинописен надпис в село Голгол;
- Монумент Таг-е Бостан от епохата на Ахеменидите в село Сарабеле;
- Дворец Фалахати от 1908 г. в град Илам.